# Centre médical des armées de Grenoble-Chambéry-Annecy
 (5 janvier 2023).

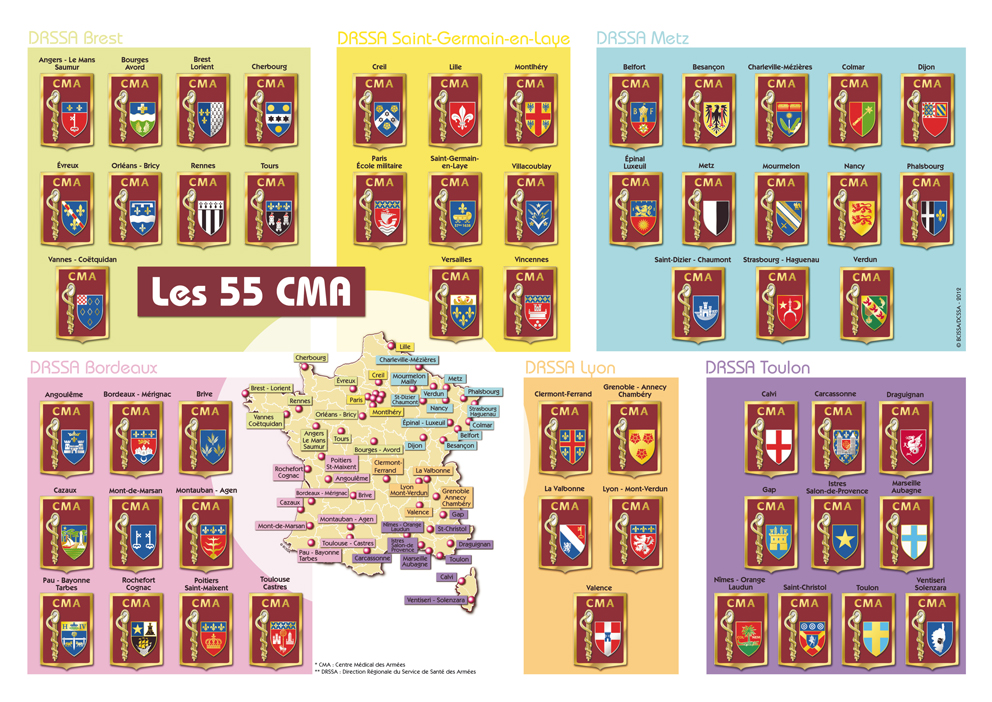
Carte des insignes des différents centres médicaux des armées (CMA).

Le Centre médical des armées de Grenoble-Chambéry-Annecy, également appelé CMA des Alpes, est l'un des 55 CMA existant en 2015 en France, dépendant du Service de Santé des Armées.

## Mission
La mission du CMA des Alpes est le soutien médical de proximité, au profit des unités de la 27e BIM et de la Gendarmerie des départements 38, 73 et 74. Il est chargé des soins courants, de la médecine préventive, du contrôle de l’aptitude à l’emploi et de l’éducation sanitaire pour le maintien de la capacité opérationnelle de chaque militaire.

## Implantation et organisation
Le CMA de Grenoble-Chambéry-Annecy est basé au quartier de Reyniès, à Varces.
Il regroupe l’antenne médicale de Montbonnot (EPA-BA 749), l’antenne médicale Roc Noir de Barby (13e BCA), l’antenne de Chambéry (Gendarmerie), l’antenne de Cran-Gevrier (27e BCA), l’antenne d’Annecy (Gendarmerie), et l’antenne de Chamonix (EMHM-PGHM).
En 2015, l'ensemble du personnel du CMA des Alpes comprenait 21 médecins, 31 infirmiers, 1 psychologue, 47 aide-soignant, 1 secrétaire administratif du service de santé, 5 civils de la Défense.
Le personnel suit régulièrement des formations médicales ou paramédicales et en montagne afin de rester efficace sur le plan opérationnel, compétent techniquement et d’améliorer ses compétences (stages, gardes en urgences médicales et traumatiques…)

## Activités et opérations extérieures
Activités de l’année 2014 : 10 569 consultations, 336 soutiens, 1720 soins infirmiers, 6649 VMP (dont expertises et aptitudes), sans compter toutes les incorporations des nouvelles recrues.
Début 2015, 50 % des effectifs étaient projetés à l'extérieur de la métropole et présents sur 13 théâtres différents.
Le CMA de Grenoble-Chambéry-Annecy est le seul CMA porteur de la fourragère de la Croix de la Valeur militaire, récompensant ses actions en Afghanistan,.